# Picher (Oklahoma)
Picher és un poble fantasma dels Estats Units a l'estat d'Oklahoma. Segons el cens del 2000 tenia 1.640 habitants i el 2010 tenia 20 habitants.

## Demografia
Segons el cens del 2000, Picher tenia 1.640 habitants, 621 habitatges, i 417 famílies. La densitat de població era de 283,9 habitants per km².
Dels 621 habitatges en un 30,9% hi vivien nens de menys de 18 anys, en un 50,6% hi vivien parelles casades, en un 12,4% dones solteres, i en un 32,7% no eren unitats familiars. En el 29,1% dels habitatges hi vivien persones soles el 14% de les quals corresponia a persones de 65 anys o més que vivien soles. El nombre mitjà de persones vivint en cada habitatge era de 2,58 i el nombre mitjà de persones que vivien en cada família era de 3,2.
Per edats la població es repartia de la següent manera: un 27,1% tenia menys de 18 anys, un 9,1% entre 18 i 24, un 24% entre 25 i 44, un 23,5% de 45 a 60 i un 16,2% 65 anys o més.
L'edat mediana era de 37 anys. Per cada 100 dones de 18 o més anys hi havia 90 homes.
La renda mediana per habitatge era de 19.722 $ i la renda mediana per família de 25.950 $. Els homes tenien una renda mediana de 22.321 $ mentre que les dones 15.947 $. La renda per capita de la població era de 10.938 $. Entorn del 21,1% de les famílies i el 25,4% de la població estaven per davall del llindar de pobresa.

## Poblacions més properes
El següent diagrama mostra les poblacions més properes.